# La Porxada (Castellet i la Gornal)
La Porxada és una obra de Castellet i la Gornal (Alt Penedès) inclosa a l'Inventari del Patrimoni Arquitectònic de Catalunya.

## Descripció
El conjunt de "La Porxada" està situat a la dreta del camí de Can Cassanyes, a prop del nucli de Sant Marçal. Es tracta de diversos cossos organitzats en successives etapes constructives a partir d'un nucli principal i protegits per una tanca que els envolta. Els elements més remarcables d'aquest conjunt són la galeria d'arc de ferradura, situada a una de les façanes laterals de la construcció, i la torre de planta quadrada que s'eleva, aïllada, a la part posterior.

## Història
Encara que el nucli primitiu de la masia segurament té el seu origen en un moment de construcció anterior, els elements formals del conjunt general permeten situar aproximadament en les darreries del segle xix l'època d'ampliació més important, ja que el plantejament estilístic respon a les concepcions eclecticistes que caracteritzen l'arquitectura d'aquell període.